# 南澳影业公司
南澳影业公司（英語：South Australian Film Corporation，縮寫：SAFC）是澳大利亚一个成立于1973年的南澳大利亚政府法定公司。前州長鄧士騰也在扮演了重要角色的基础上再三参与了公司早期的电影制作活动。

## 另请参阅
- 马特·卡罗尔
- 南澳大利亚州
- 葛雷·奥特曼（与日本圆谷制作公司合作电视剧。）